# Radu Rebeja
Radu Rebeja est un footballeur moldave né le 8 juin 1973 à Chișinău. Il évolue au poste de milieu de terrain du début des années 1990 à la fin des années 2000. Sept fois vainqueur du championnat de Moldavie avec le FC Zimbru Chișinău, il est le recordman du nombre de sélections en équipe de Moldavie de football avec 74 sélections.

## Carrière
Radu Rebeja évolue de 1991 à 1999 avec le FC Zimbru Chișinău. Il effectue le reste de sa carrière en Russie au FC Elista (de 1999 à 2000), au Saturn Ramenskoïe (de 2001 à 2003), au FK Moscou (de 2004 à 2008) et au FK Khimki (en 2008).
Il dispute son premier match en équipe nationale le 2 juillet 1991 face à la Géorgie alors qu'il n'est âgé que de 18 ans. Il participe avec son équipe à quatre phases de qualifications à la coupe du monde. Sa carrière internationale dure 17 ans et s'achève le 15 octobre 2008 face au Luxembourg.
Il arrête sa carrière professionnelle en fin de saison 2008 et devient en 2009 vice-président de la fédération moldave de football.

## Palmarès
- FC Zimbru Chișinău
  - Champion de Moldavie en 1992, 1993, 1994, 1995, 1996, 1998 et 1999.
  - Vainqueur de la Coupe de Moldavie en 1997 et 1998.

- 74 sélections et 2 buts avec l'équipe de Moldavie de football entre 1991 et 2008[1].